# Wassili Wassiljewitsch Smyslow
Wassili Wassiljewitsch Smyslow (russisch Василий Васильевич Смыслов, wiss. Transliteration Vasilij Vasil’evič Smyslov; * 24. März 1921 in Moskau; † 27. März 2010 ebenda) war ein russisch-sowjetischer Schachgroßmeister und Bariton. Im Jahre 1957 wurde er der siebte Schachweltmeister.

## Turnierschach
Smyslow, der seit 1940 zur Spitze des sowjetischen Schachs gehörte, beteiligte sich in den Jahren von 1948 bis 1997 an 15 von 17 Weltmeisterschaftszyklen der FIDE. Bis Anfang der 1990er Jahre zählte er zu den besten Spielern der Welt.
Von 1948 bis 1958 lag er im Wettstreit mit Michail Botwinnik um den Weltmeistertitel: 1948 wurde Smyslow Zweiter, 1954 endete ihr Wettkampf mit einem Unentschieden, 1957 konnte Smyslow den WM-Titel erobern, verlor ihn aber 1958 wieder.
Für einen Überblick siehe die Liste der Schachturniere von Wassili Smyslow.

### Weltmeistertitel
Durch den dritten Platz in seinem ersten internationalen Turnier in Groningen 1946 hinter Botwinnik und Max Euwe hatte Smyslow die Teilnahmeberechtigung errungen für das Weltmeisterschaftsturnier, das der Weltschachbund FIDE 1948 um den nach dem Tode Alexander Aljechin vakanten Weltmeistertitel veranstaltete.
In dem in fünf Durchgängen zu je fünf Runden in Den Haag und Moskau ausgetragenen Turnier wurde Smyslow Zweiter von fünf Spielern hinter dem neuen Weltmeister Botwinnik.
Als Teilnehmer dieses Fünferwettkampfes war er für das Kandidatenturnier 1950 in Budapest qualifiziert, wo er Dritter hinter den beiden Turniersiegern Isaak Boleslawski und David Bronstein wurde. Damit war Smyslow wiederum qualifiziert für das folgende Kandidatenturnier 1953 in Neuhausen und Zürich, welches er mit einem deutlichen Zweipunktevorsprung gewann. Im Wettkampf 1954 in Moskau mit Botwinnik missglückte Smyslow der Start, als er nur ein einziges Remis aus den ersten vier Partien erzielte. Doch Smyslow konnte mit Siegen in der siebenten, neunten, zehnten und elften Partie in Führung gehen, wodurch der Wettkampf wieder offen war. Obwohl es Botwinnik noch zwei weitere Male gelang, wieder selbst in Führung zu gehen, konnte Smyslow den Wettkampf schließlich 12-12 (bei lediglich 10 Remispartien) gestalten, was Botwinnik gleichwohl die Titelverteidigung sicherte.
Das Kandidatenturnier 1956 in Amsterdam konnte Smyslow erneut gewinnen. Als er drei Runden vor Schluss noch punktgleich mit Keres an der Spitze lag, konnte sich Smyslow mit einem Sieg gegen Bronstein, einem Remis gegen Boris Spasski und einen Sieg gegen Pilnik einen klaren Vorsprung von 1½ Punkten sichern.
Im folgenden Wettkampf mit Botwinnik im Frühjahr 1957 zeigte sich Smyslow gut vorbereitet. Nach Smyslows Sieg in der ersten Partie konnte Botwinnik zwar mit Siegen in der vierten und fünften Partie in Führung gehen, doch den weiteren Verlauf konnte Smyslow klar für sich gestalten. Er gewann mit 6 Siegen, 3 Niederlagen und 13 Unentschieden und war damit neuer Weltmeister. Smyslow hält sein Spiel in diesem Match für gleichmäßiger und harmonischer und führt dies auf seine Eröffnungsvorbereitung und die Analyse der sich ergebenden Mittelspielstellungen zurück. Als wichtigen Grund seines Erfolges erachtet er allerdings auch sein Verständnis der Endspielphase und macht auf seinen Gewinn mit Schwarz in einem Leichtfigurenendspiel in der siebzehnten Partie aufmerksam.
Nach den damaligen Regeln der FIDE war ein entthronter Weltmeister zu einem Revanchekampf berechtigt. Im Wettkampf im Frühjahr 1958 in Moskau konnte Botwinnik durch den Gewinn der ersten drei Partien wie schon zu Beginn des Wettkampfes 1954 sofort mit 3½-½ in Führung gehen und gab seinen Vorsprung im weiteren Verlauf nicht mehr ab. Smyslow verlor dieses Match mit fünf Siegen, sieben Verlusten und elf Unentschieden. Als Grund seiner Niederlage erkennt Smyslow die gründliche Vorbereitung und große Erfahrung seines Gegners an, weist aber auch darauf hin, während des Matches durch eine Grippeerkrankung beeinträchtigt gewesen zu sein, welche gegen Ende der Veranstaltung bei ihm zu einer Lungenentzündung geführt habe.
Insgesamt haben beide Spieler rund 100 Partien gegeneinander ausgetragen.

### Spätere Weltmeisterschaften

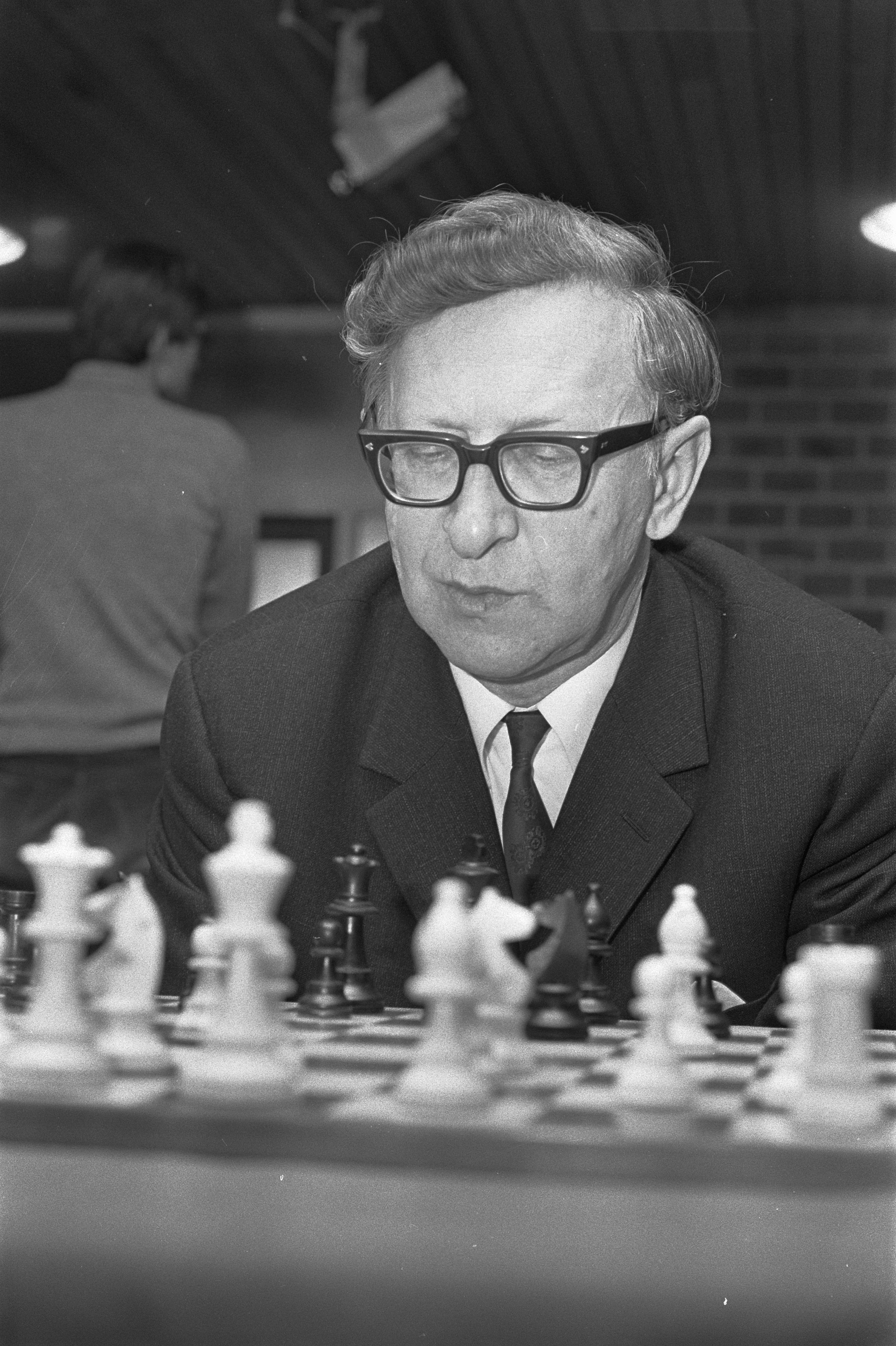
Wassili Smyslow, 1972

Im Kandidatenturnier 1959 in Bled, Zagreb und Belgrad wurde er Vierter von acht Spielern hinter Michail Tal, Keres und Tigran Petrosjan. Damit war er für das nächste Kandidatenturnier nicht mehr vorberechtigt und beteiligte sich auch nicht am Interzonenturnier 1962.
Das Interzonenturnier 1964 in Amsterdam konnte Smyslow punktgleich mit Bent Larsen, Spasski und Tal gewinnen. Bei den erstmals im K.-o.-System durchgeführten Kandidatenwettkämpfen unterlag er 1965 im Viertelfinale gegen Efim Geller mit 2½ – 5½.
Im übernächsten Interzonenturnier 1970 in Palma de Mallorca um sechs zu vergebende Plätze in den Kandidatenwettkämpfen erreichte Smyslow den achten Platz und verfehlte damit knapp das Weiterkommen.
Ab 1973 wurden zwei parallele Interzonenturniere durchgeführt, in denen jeweils drei Kandidaten ermittelt wurden. Im Turnier von Petrópolis 1973 wurde Smyslow Fünfter und scheiterte damit erneut knapp, ebenso bei seinem fünften Platz im Interzonenturnier von Biel 1976.
Nachdem Smyslow 1978 im Zonenturnier von Lemberg mit 7 aus 14 Partien nur einen Mittelplatz hatte belegen können, gelang ihm im folgenden Zyklus ein überraschendes Comeback mit dem zweiten Platz hinter Zoltán Ribli 1982 in Las Palmas, einem von diesmal drei parallelen Interzonenturnieren um jeweils zwei Kandidatenplätze.
Sein Viertelfinalwettkampf gegen Robert Hübner 1983 in Velden stand nach den vorgesehenen 10 Partien unentschieden, ebenso nach den daraufhin angesetzten vier Verlängerungspartien. Beim Stande von 7-7 wurde eine Losentscheidung durch den Wurf einer Roulettekugel herbeigeführt, die zugunsten Smyslows ausfiel.
Danach gewann Smyslow den Halbfinalwettkampf 1983 in London gegen Ribli klar mit 6½ – 4½ und unterlag erst im Kandidatenfinale von Wilna gegen den aufstrebenden späteren Weltmeister Garri Kasparow mit 4½ – 8½.
Smyslow nahm weiterhin an den WM-Zyklen der FIDE teil und erreichte meist Mittelplätze. Im Kandidatenturnier 1985 in Montpellier erzielte er 7,5 Punkte aus 15 Partien, im Interzonenturnier 1987 in Subotica 7,5 aus 15, im Interzonenturnier 1990 in Manila 5,5 aus 13 und im Interzonenturnier 1993 in Biel 6,5 Punkte aus 13 Partien. Beim im K.-o.-System ausgetragenen Kandidatenturnier 1997 in Groningen schied er in der ersten Runde mit 0:2 aus.
1991 gewann Smyslow in Bad Wörishofen die erstmals ausgetragene Schachweltmeisterschaft der Senioren im Alter von 70 Jahren, punktgleich vor seinem vier Jahre jüngeren „alten“ Rivalen Geller.

### UdSSR-Meisterschaften
Er nahm bereits 1940 am Finale der 12. UdSSR-Meisterschaft teil, wo er Dritter hinter Igor Bondarewski und Andor Lilienthal, aber vor Botwinnik wurde. Im daraufhin anberaumten Turnier um einen „absoluten Meister der UdSSR“, welches Botwinnik gewann, wurde Smyslow erneut Dritter. Smyslow gewann die UdSSR-Meisterschaften 1949 geteilt mit Bronstein und war 1955 geteilter Turniersieger mit Geller, dem er allerdings in einem Stichkampf unterlag. Smyslow nahm an insgesamt 20 Endrunden der UdSSR-Meisterschaften teil; neben den zuvor genannten drei Turnieren auch noch in den Jahren 1944 (2. Platz), 1945, 1947, 1950, 1951, 1952, 1960, Moskau 1961, Baku 1961, 1966, 1969, 1971 (2.–3. Platz), 1973, 1974, 1976, 1977 und 1988.
1951 nahm er zusätzlich am Halbfinale der UdSSR-Meisterschaften teil und belegte dort den 1. Platz.

### Internationale Turniere
Zu seinen zahlreichen Erfolgen zählen Siege in Moskau 1956 geteilt mit Botwinnik, 1959 in Moskau geteilt mit Bronstein und Spasski, 1963 in Moskau, 1964 geteilt mit Wolfgang Uhlmann und 1965 in Havanna, 1966 in Mar del Plata, 1969 in Monte Carlo geteilt mit Lajos Portisch und 1971 in Amsterdam.

### Nationalmannschaft
Neunmal (am 2. Brett 1952 in Helsinki, 2. Brett 1954 in Amsterdam, 2. Brett 1956 in Moskau, 2. Brett 1958 in München, 1. Ersatzbrett 1960 in Leipzig, 3. Brett 1964 in Tel Aviv, 2. Ersatzbrett 1968 in Lugano, 1. Ersatzbrett 1970 in Siegen und am 3. Brett 1972 in Skopje) spielte er bei Schacholympiaden in der sowjetischen Mannschaft, welche jeweils die Goldmedaille gewann. Mit stets guten Ergebnissen hatte Smyslow einen großen Anteil an diesem Erfolg, in der Einzelwertung gewann er vier Gold-, zwei Silber- und zwei Bronzemedaillen. Außerdem gewann Smyslow mit der Sowjetunion die Mannschaftsweltmeisterschaft 1985 und die Mannschaftseuropameisterschaften 1957, 1961, 1965, 1970 und 1973. Für den Wettkampf UdSSR gegen den Rest der Welt wurde Smyslow sowohl 1970 als auch 1984 für die Mannschaft der Sowjetunion nominiert. 1970 erreichte er am sechsten Brett gegen Samuel Reshevsky ein 1,5:1,5 und besiegte in der letzten Runde Friðrik Ólafsson, 1984 unterlag er am vierten Brett Ljubomir Ljubojević mit 0,5:1,5.

### Vereine
Smyslow spielte für Burevestnik und gewann mit diesem Verein 1961, 1968, 1971, 1974 und 1976 die sowjetische Vereinsmeisterschaft sowie 1976 und 1979 den European Club Cup. Am European Club Cup nahm er bei zwei weiteren Austragungen teil, 1982 erreichte er erneut für Burevestnik spielend das Finale, 1990 stand er mit Tigran Petrosjan Moskau im Halbfinale.

## Spielstil

### Ansichten von anderen Spielern
Smyslow war besonders im Endspiel sehr stark und verfasste auch einige Endspielstudien. Der fünfte Weltmeister Max Euwe charakterisierte ihn so: „Smyslows Stil beruht in der Hauptsache auf positioneller Grundlage, was aber nicht besagen soll, dass er etwa Kombinationen aus dem Wege geht oder gar ‚friedliebend‘ ist. Er erreicht sein Ziel nur weniger direkt, sondern sozusagen auf Schleichwegen, und deshalb ist Smyslow besonders gefährlich.“
Der sechste Weltmeister Botwinnik sah Smyslow als „schachliches Universaltalent. Die Eröffnung behandelt er präzise, er vermag stürmisch anzugreifen, sich beharrlich zu verteidigen und kaltblütig zu manövrieren. Sein eigentliches Element aber ist das Endspiel, wo er seinesgleichen sucht. Hier findet er häufig Züge, die selbst den Kenner verblüffen.“ Botwinniks Einschätzung wird auch vom dreizehnten Weltmeister Garri Kasparov geteilt.
Anthony Saidy betont, dass Smyslow im Unterschied zu Konkurrenten wie Botwinnik, Bronstein und Keres nicht versucht habe, dem Schach seinen eigenen Stempel aufzudrücken, oder es seiner Persönlichkeit anzupassen. Bei Smyslow sei „alles Heiterkeit und Ausgeglichenheit, ohne Zwang oder Absonderlichkeit“. Saidy erkennt einen objektiven künstlerischen Stil:
„In seinen Partien zeigt Smyslov eine Antipathie gegenüber festgelegten Meinungen, eine praktische Bereitschaft, einen positionellen Angriff in Szene zu setzen, zu verteidigen, verschiedenartige Systeme zu spielen, frei zu forschen und die Möglichkeiten des Schachs zu entdecken. Man sagt nicht ‚hier ist eine typische Smyslov-Partie‘, sondern eher ‚hier ist ein schönes Beispiel kunstvollen Schachs‘“.
Gemäß der psychologischen Interpretation Saidys war Smyslow eine Persönlichkeit ohne Ausstrahlung, die nur durch Erlangung der höchsten Ehre des Weltmeistertitels die ihm zustehende Anerkennung habe erlangen können. Dass Smyslow nur für die kurze Dauer eines Jahres Weltmeister gewesen sei, erklärt Saidy aus den Umständen der damaligen Zeit: Es habe in dem Maße einen geringeren Anreiz gegeben für die Anstrengung Weltmeister zu werden, als der Titel zunehmend als Erster unter Gleichen angesehen wurde.
Der zehnte Weltmeister Boris Spasski weist auf Smyslows ausgeprägte Intuition hin und nennt ihn „die Hand“:
„… weil seine Hand genau weiß, welche Figur auf welches Feld sie in einem bestimmten Augenblick stellen muß; eigentlich braucht er gar nichts zu berechnen.“
Der vierzehnte Weltmeister Wladimir Kramnik bezeichnet Smyslow als die „Wahrheit im Schach“. Sein Spiel sei korrekt, wahrhaftig und besitze einen natürlichen Stil. Auch auf Kramnik wirkt dieses anstrengungslose und brillante Spiel so, als ob Smyslows Hand von selbst zöge, und attestiert ihm das „Gefühl von Mozarts leichtem Anschlag“. Er habe seine Spielstärke über einen langen Zeitraum bewahren können, weil sie nicht in seiner Energie, Trieb oder Charakter, sondern einem tiefen Verständnis begründet sei. Kramnik vermutet, dass Smyslow den Weltmeistertitel über einen längeren Zeitraum hätte halten können, wenn ihm nicht das brennende Verlangen dazu gefehlt hätte.

### Stellenwert der Taktik
Es gibt geteilte Meinungen darüber, ob die Hauptstärke von Smyslows Spiel nun in seinem taktischen Vermögen, oder einer außerordentlichen Geduld bei der Verteidigung oder aber der Tiefe seiner strategischen Ideen bestehe. In seinen strengen und sparsamen Partiekommentaren hob Smyslow selbst seine Kombinationen kaum besonders hervor.
Für Alexander Kotov und Michail Judowitsch liegen Smyslows Schachtalente vor allem in der Taktik. Strategie, Technik und Endspiele habe er gründlich studiert, um sich zu vervollkommnen.
Allerdings sieht Ken Whyld Smyslows reifes Spiel eher gekennzeichnet durch ein stimmiges Positionsverständnis, kraftvolle Endspieltechnik und durchdachte Eröffnungsstrategie aber nur in relativ geringem Maße durch Kombinationen. Whyld verweist auf eine Untersuchung der Partien Smyslows in der 34. UdSSR-Meisterschaft 1966 bis 1967 durch Michail Tal. Smyslow habe in fast allen Partien nach 25 bis 28 Zügen einen Positionsvorteil besessen, in vielen Fällen aber nach wenigen weiteren Zügen fast unmerklich eine positionell verlorene Stellung erhalten, und schließlich nur vier gewinnen können. Tal erkennt hier einen Unwillen, präzise taktische Varianten zu berechnen.
Nach Ansicht Kramniks sind Smyslows Eröffnungsvorbereitung und Taktik zwar gut, aber nicht überragend gewesen, mit seinem Positionsspiel habe er jedoch seine Vorgänger auf dem Weltmeisterthron überflügelt und eine eigene Marke des Schachspieles geprägt. Als erster Spieler habe er die höchste Präzision erreicht. Mit diesem Stil der schrittweisen, „millimeterweisen“ Erhöhung des positionellen Druckes auf Grundlage einer genauen Berechnung kurzer Varianten sei Smyslow ein Vorläufer Anatoli Karpows gewesen.

### Selbsteinschätzung
Smyslow betont die Bedeutung der permanenten Suche nach einer harmonischen Figurenaufstellung für seinen Spielstil. Das Gespür für Harmonie ist nach Smyslows Ansicht entscheidend sowohl für das Schachspielen als auch für andere schöpferische Berufe, Künste und Wissenschaften.
Er erlernte im Alter von sechs Jahren das Schachspielen von seinem Vater, der selbst ein starker Schachspieler der ersten Kategorie war. Zugleich erhielt er Unterricht im Klavierspielen und entwickelte eine starke Leidenschaft für Musik. Der Vater versuchte, ihm von Anfang an ein Verständnis für Positionen mit wenigen Steinen zu vermitteln. Smyslow nimmt an, dass sich aus der genauen Kenntnis der Stärken und Schwächen der Schachfiguren in solchen „einfachen“ Stellungen das Gefühl für Harmonie entwickelt, das den Schachspieler auch in komplizierten Stellungen die richtige Lösung finden lässt. Bis zum Alter von 14 Jahren spielte Smyslow nur zu Hause und studierte die Meisterpartien und klassische Schachliteratur aus der Bibliothek seines Vaters, die mindestens 100 Schachbücher umfasste. Smyslow gibt keinen einzelnen Meister als Vorbild an, am meisten habe er jedoch vom Studium der Partien von Michail Tschigorin und Alexander Aljechin profitiert, die immer den spezifischen Inhalt einer Stellung herauszufinden wussten.
Mit 14 Jahren nahm er an seinem ersten Turnier teil und erreichte die dritte Kategorie. In den Jahren 1935 bis 1936 besuchte er als Zuschauer mit seinem Vater die internationalen Turniere in Moskau und konnte die Leichtigkeit des intuitiven Spiels von José Raúl Capablanca und den energievollen Kampf Emanuel Laskers beobachten.
In den folgenden 2–3 Jahren erreichte Smyslow die erste Kategorie und betrachtet seinen Stil seit dieser Zeit „toute proportion gardee“ als fertig ausgeformt.
Smyslow verglich seinen Musik- und Schachgeschmack und schrieb:
„Die strikte Schönheit und Harmonie, die Ungezwungenheit und die Eleganz, die unfehlbare Intuition des Künstlers, die absolute Beherrschung der Technik und als Folge die absolute Unabhängigkeit ihr gegenüber – das ist mein Ideal. Auch im Schachspiel bin ich ein überzeugter Anhänger der klassischen Logik des Denkens. Eine Schachpartie muss die Suche nach der Wahrheit beinhalten. Der Sieg ist die Bestätigung dieser Wahrheit. Die größte Phantasie, die höchste Technik, das tiefste Verständnis der Psychologie sind nicht imstande, aus einer Schachpartie ein Kunstwerk zu machen, wenn sie nicht zum Hauptziel führen – der Suche nach der Wahrheit. Diese Eigenschaften weisen – einzeln genommen – nur auf die außerordentliche Begabung ihres Besitzers hin.“

### Eröffnungsspiel
Gleichwohl er die Bedeutung des Endspieles betont, hat Smyslow auch eine Reihe von Eröffnungsneuerungen entdeckt. Unter dem Einfluss der Ideen Michail Tschigorins interessiert er sich besonders für die Spanische Partie 1. e2–e4 e7–e5 2. Sg1–f3 Sb8–c6 3. Lf1–b5 als einer Eröffnung, in der die Parteien um ein klassisches Bauernzentrum kämpfen und spielte sie mit beiden Farben. Die geschlossenen Verteidigung der Spanischen Partie 3. … a7–a6 4. Lb5–a4 Sg8–f6 5. 0–0 Lf8–e7 6. Tf1–e1 b7–b5 7. La4–b3 d7–d6 8. c2–c3 0–0 9. h2–h3 behandelte er bei der Moskauer Meisterschaft 1943 mit dem Manöver 9. … Sf6–d7 10. d2–d4 Le7–f6. Gegen Tal in Baku 1962 wählte er 9. … h7–h6 10. d2–d4 Tf8–e8 11. Sb1–d2 Le7–f8, und 1959 gegen Keres die Zugfolge 9. … Dd8–d7 10. d2–d4 Tf8–e8, wo Schwarz auf 11. Sf3–g5 mit 11. … Sc6–d8 antworten kann.
Sowohl mit Weiß als auch mit Schwarz wählte er gerne Systeme mit dem Fianchetto des Königsläufers. So wählte er in späteren Jahren mit Weiß öfters die Katalanische Eröffnung oder gegen die Sizilianische Verteidigung die geschlossene Variante, mit Schwarz die Fianchetto-Variante der Spanischen Partie. Mit Schwarz war er schon immer ein Experte der Grünfeld-Indischen Verteidigung 1. d2–d4 Sg8–f6 2. c2–c4 g7–g6 3. Sb1–c3 d7–d5.
|   | a | b | c | d | e | f | g | h |   |
| 8 |   |   |   |   |   |   |   |   | 8 |
| 7 |   |   |   |   |   |   |   |   | 7 |
| 6 |   |   |   |   |   |   |   |   | 6 |
| 5 |   |   |   |   |   |   |   |   | 5 |
| 4 |   |   |   |   |   |   |   |   | 4 |
| 3 |   |   |   |   |   |   |   |   | 3 |
| 2 |   |   |   |   |   |   |   |   | 2 |
| 1 |   |   |   |   |   |   |   |   | 1 |
|   | a | b | c | d | e | f | g | h |   |

In der Grünfeld-Indischen Verteidigung strebte er 1946 in Groningen gegen Botwinnik in der Variante 4. Sg1–f3 Lf8–g7 5. Dd1–b3 d5xc4 6. Db3xc4 0–0 7. e2–e4 Lc8–g4 8. Lc1–e3 erstmals eine Aufstellung der Springer auf c6 und b6 an. Smyslow spielte 8. … Sc6, aber verlor diese Partie. In einigen Turnierpartien erprobte Smyslov 1947 die Verbesserung 8. … Sf6–d7. Mit dieser Variante verlor er zwar 1948 eine Partie gegen Euwe, konnte aber gegen den gleichen Gegner in der Schlussrunde die Spielbarkeit des Systems beweisen und gewinnen.
Im Kandidatenhalbfinale 1983 gegen Zoltan Ribli hatte sich Smyslow gezielt auf dessen bevorzugte Verteidigung vorbereitet, die Verbesserte Tarrasch-Verteidigung 1. d2–d4 Sg8–f6 2. Sg1–f3 e7–e6 3. c2–c4 d7–d5 4. Sb1–c3 c7–c5 5. c4xd5 Sf6xd5 6. e2–e3 Sb8–c6 7. Lf1–d3 Lf8–e7 8. 0–0 0–0 9. a2–a3 c5xd4 10. e3xd4 Le7–f6. In der fünften Partie überraschte er seinen Gegner mit dem Zug 11. Dd1–c2, und in der siebenten Partie brachte Smyslow nach den zuvor bekannten Zügen 11. Ld3–e4 Sc6–e7 12. Sf3–e5 g7–g6 13. Lc1–h6 Lf6–g7 mit 14. Lf6xg7 Kg8xg7 15. Ta1–c1 einen neuen Plan.
Noch 1984 zeigte sich der Einfluss von Michail Tschigorin. Dieser hatte bereits gegen Wilhelm Steinitz bei der Schachweltmeisterschaft 1889 mit Schwarz die später nach ihm benannte, im modernen Schach als dubios geltende Tschigorin-Verteidigung 1. d2–d4 d7–d5 2. Sg1–f3 Lc8–g4 3. c2–c4 Sb8–c6 angewandt, in der Schwarz mit den Springern das weiße Bauernzentrum angreift. Zudem hatte Tschigorin bei mehreren Gelegenheiten die Möglichkeiten des Springerpaares gegenüber dem allgemein als stärker angesehenen Läuferpaar gezeigt. Smyslow als Schwarzer hatte im Jahre 1971 mit der Tschigorin-Verteidigung sowohl im Kandidatenreservematch mit Lajos Portisch ein Remis erzielt als auch Svetozar Gligoric im IBM-Turnier in Amsterdam besiegen können. In der 11. Partie des Kandidatenfinales 1984 gegen Garri Kasparow wählte Smyslow erneut die Tschigorin-Verteidigung, und es gelang ihm eine offene Stellung mit zwei Springern gegen zwei Läufer zu verteidigen.

## Partiebeispiel
|   | a | b | c | d | e | f | g | h |   |
| 8 |   |   |   |   |   |   |   |   | 8 |
| 7 |   |   |   |   |   |   |   |   | 7 |
| 6 |   |   |   |   |   |   |   |   | 6 |
| 5 |   |   |   |   |   |   |   |   | 5 |
| 4 |   |   |   |   |   |   |   |   | 4 |
| 3 |   |   |   |   |   |   |   |   | 3 |
| 2 |   |   |   |   |   |   |   |   | 2 |
| 1 |   |   |   |   |   |   |   |   | 1 |
|   | a | b | c | d | e | f | g | h |   |

Von großem sportlichen Stellenwert war Smyslows genaue Verteidigung gegen den Angriff seines Landsmanns Paul Keres im Kandidatenturnier Zürich 1953:
1. c2–c4 Sg8–f6 2. Sb1–c3 e7–e6 3. Sg1–f3 c7–c5 4. e2–e3 Lf8–e7 5. b2–b3 0–0 6. Lc1–b2 b7–b6 7. d2–d4 Nun ist die Damenindische Verteidigung mit 4. e3 erreicht c5xd4 8. e3xd4 d7–d5 9. Lf1–d3 Sb8–c6 10. 0–0 Lc8–b7 11. Ta1–c1 Ta8–c8 12. Tf1–e1 Sc6–b4 13. Ld3–f1 Sf6–e4 14. a2–a3 Se4xc3 15. Tc1–c3 Sb4–c6 16. Sf3–e5 Sc6xe5 17. Te1xe5 Le7–f6 18. Te5–h5 g7–g6 19. Tc3–h3 d5xc4! Laut Smyslow stärker als die Annahme des Turmopfers, 19. … g6xh5 20. Dd1xh5 Tf8–e8, wonach Weiß das Remis mit 21. Dh5–h6 d5xc4 22. d4–d5 Lf6xb2 23. Th3–g3+ Kg8–h8 23. Tg3–h3 erzwingen oder den Angriff mit 21. a3–a4 fortsetzen konnte.
20. Th5xh7
Auf 20. b3xc4 ist 20. … g6xh5 21. Dd1xh5 Lb7–e4 möglich, auf stattdessen 21. Lf1–d3 verteidigt sich Schwarz mit 21. … Tf8–e8 22. Dd1xh5 Kg8–f8 23. a3–a3 Dd8–d6. Allerdings hat Bronstein die Lösung 20. Dd1–g4! c4–c3 21. Lb2xc3 Tc8xc3 22. Th3xc3 Dd8xd4 23. Dg4xd4 Lf6xd4 24. Tc3–c7 g6xh5 25. Tc7xb7 Tf8–c8 26. Lc1–c4 vorgeschlagen, wonach die Verwertbarkeit des schwarzen Mehrbauern gemäß Smyslow zweifelhaft ist (auf 20. … c4xb3? 21. Th5xh7 Tc8–c2 22. Lf1–d3 Dd8–c7 23. Th3–h6 oder 21. … Dd8–c7 22. Th5–h8+! Lf6xh8 23. Dg4–h4 Kg8–g7 24. f2–f4 hat Weiß das Dauerschach sicher.) 20. … c4–c3! 21. Dd1–c1 Dd8xd4 22. Dc1–h6 Tf8–d8 23. Lb2–c1 Lf6–g7 24. Dh6–g5 Dd4–f6 25. Dg5–g4 c3–c2 26. Lf1–e2 Td8–d4 27. f2–f4 Td4–d1+ 28. Le2xd1 Df6–d4+ Weiß gab auf.
Sein Sieg mit Schwarz gegen Botwinnik in der 14. Partie des Wettkampfes 1954 ist einer der bekanntesten Smyslows. Diese Partie ist unter anderem von ihm selbst und Garri Kasparow analysiert worden:
1. d2–d4 Sg8–f6 2. c2–c4 g7–g6 3. g2–g3 Lf8–g7 4. Lf1–g2 0–0
Mit diesem Zug spielt Smyslow überraschend das erste Mal die Königsindische Verteidigung und verzichtet auf die für ihn bis dahin übliche Behandlung der Position mit 4. … d7–d5, die zur Grünfeldindischen Verteidigung führt.
5. Sb1–c3 d7–d6 6. Sg1–f3 Sb8–d7 7. 0–0 e7–e5 8. e2–e4 c7–c6
Smyslow hatte diesen Zug für den Wettkampf vorbereitet, nachdem David Bronstein 1949 und 1951 zweimal so gegen Botwinnik gespielt hatte. Smyslow findet ihn stärker als 8. … e5xd4, weil er die Zentrumsspannung aufrechterhält.
9. Lc1–e3
Zwar hält Kasparow diesen Zug Botwinniks in seinem Kommentar für eine Neuerung, aber Smyslow war eine Vorläuferpartie bekannt. Aufgrund des schwarzen Antwortzuges wird heutzutage 9. h2–h3, 9. b2–b3 oder 9. d4–d5 gespielt.
Gegen Vladimir Bukal glich Smyslow als Schwarzer im Jahre 1980 auf 9. h2–h3 nach den bekannten Zügen 9. … Db8–b6 10. Tf1–e1 e5xd4 11. Sf3xd4 das Spiel mit 11. … Sf6–e8! aus, was eine Verbesserung gegenüber dem bis dahin üblichen Zug 11. … Tf8–e8 darstellt. Er hatte die Königsindische Verteidigung zwischendurch nur in wenigen Partien gespielt und diesen Zug nach eigenen Angaben bereits 1954 für seinen Wettkampf gegen Botwinnik vorbereitet.
9. … Sf6–g4! 10. Le3–g5 Dd8–b6 11. h2–h3
Smyslow kannte diese Stellung aus einer Partie Andor Lilienthal – Alexander Konstantinopolski, Sotschi 1952, in der der Rückzug 11. … Sg4–f6 geschah, und hatte eine Verbesserung entdeckt:
11. … e5xd4! 12. Sc3–a4 Db6–a6 13. h3xg4 b7–b5 14. Sf3xd4 b5xa4 15. Sd4xc6
Während Smyslow die Lage des Weißen nach 15. b2–b3 Sd7–e5 16. Lg5–e7 Lc8xg4 17. f2–f3 Tf8–e8 18. Le7xd6 Ta8–d8 für schwierig hält, schätzt sie Kasparow nach den weiteren Zügen 19. c4–c5 Lg4–c8 als unklar ein, und weist auf die Möglichkeit 19. … Se5–d3 20. Sd4xc6! hin.
15. … Da6xc6 16. e4–e5 Dc6xc4 17. Lg2xa8 Sd7xe5 18. Ta1–c1
Auf 18. Lg5–e7 Lc8xg4 19. Dd1–d5 Tf8–e8 20. Le7xd6 Te8–d8 21. Dd5xc4 Se5xc4 verliert Weiß einen Läufer. Auf 18. Dd1xd6 schlägt Smyslow 18. … Dc4xg4 vor. Dagegen weist Kasparow auf die Möglichkeit 19. Lg5–f6 hin und zieht stattdessen 18. … Lc8xg4 19. La8–d5 Dc4–d3 mit Ausgleich vor.
18. … Dc4–b4 Kasparow findet 18. … Dc4–b5 „unangenehmer für Weiß“.
|   | a | b | c | d | e | f | g | h |   |
| 8 |   |   |   |   |   |   |   |   | 8 |
| 7 |   |   |   |   |   |   |   |   | 7 |
| 6 |   |   |   |   |   |   |   |   | 6 |
| 5 |   |   |   |   |   |   |   |   | 5 |
| 4 |   |   |   |   |   |   |   |   | 4 |
| 3 |   |   |   |   |   |   |   |   | 3 |
| 2 |   |   |   |   |   |   |   |   | 2 |
| 1 |   |   |   |   |   |   |   |   | 1 |
|   | a | b | c | d | e | f | g | h |   |

19. a2–a3
Während Smyslow diesem Zug ein Ausrufezeichen verleiht, weist Kasparow auf die Möglichkeit 19. Lg5–e7 Lc8xg4 20. Le7xd6! hin, worauf Schwarz 20. … Db4–b6 21. Dd1–d5 Lg4–f3 22. Dd5–c5 Tf8xa8 23. Ld6xe5 Db6–e6 hätte finden müssen, um zu vermeiden, ein leicht schlechteres Endspiel verteidigen zu müssen.
19. … Db4xb2 20. Dd1xa4 Lc8–b7! 21. Tc1–b1?
Die Stellung nach 21. La8xb7 Db4xb7 22. Tc1–c3! h7–h6 23. Lg5–f4 Se5–f3+ 24. Tc3xf3 Dd7xf3 25. Lf4xd6 Tf8–d6 26. Ld6–c5 wäre ausgeglichen (Kasparow) bzw. „fast ausgeglichen“ (Smyslow).
21. … Se5–f3+ 22. Kg1–h1 Lb7xa8 23. Tb1xb2 Sf3xg5+ 24. Kh1–h2 Sg5–f3+ 25. Kh2–h3 Lg7xb2 26. Da4xa7 La8–e4 27. a3–a4 Kg8–g7 28. Tf1–d1 Lb2–e5 29. Da7–e7 Tf8–c8! Die Aktivierung des Turmes ist entscheidend.
30. a4–a5 Tc8–c2 31. Kh3–g2 Sf3–d4+ 32. Kg2–f1 Ld5–f3 33. Td1–b1 Sd4–c6 Weiß gab auf.
Aufsehen erregte der Kombinationssieg bei der UdSSR-Mannschaftsmeisterschaft 1968 mit Weiß gegen Großmeister Wladimir Liberson.
1. c2–c4 e7–e5 2. Sb1–c3 Sb8–c6 3. g2–g3 g7–g6 4. Lf1–g2 Lf8–g7 Der geschlossene Aufbau von Sizilianisch im Anzuge 5. Ta1–b1 d7–d6 6. b2–b4 a7–a6 7. e2–e3 f7–f5 8. Sg1–e2 Sg8–f6 9. d2–d3 0–0 10. 0–0 Lc8–d7 11. a2–a4 Ta8–b8 12. b4–b5 a6xb5 13. a4xb5 Sc6–e7 14. Lc1–a3 Ld7–e6 15. Dd1–b3 b7–b6 16. d3–d4 e5–e4 17. d4–d5 Le6–f7 18. Se2–d4 Dd8–d7 19. La3–b2 g6–g5 20. Sc3–e2 Kg8–h8 21. Tb1–a1 Se7–g6 22. f2–f4 e4xf3 e.p. 23. Tf1xf3 Sg6–e7 24. Sd4–c6 Tb8–e8 25. Se2–d4 Sf6xd5 26. c4xd5 Lf7xd5
27. Sd4xf5!! Weiß bietet ein Damenopfer an, welches Schwarz drei Züge später annehmen muss. 27. … Tf8xf5 28. Lb2xg7+ Kh8–g8! Smyslow lobt diesen Zug als eine kaltblütige Verteidigung. 29. Tf3xf5 Ld5xb3 30. Tf5xg5 Se7–g6 31. Lg7–h6 Dd7–e6 32. h2–h4 De6xe3+ 33. Kg1–h2 De3–c3 34. Ta1–f1 Lb3–c4 35. Tf1–f2 Dc3–e1 36. Tg5–f5 Lc4xb5 37. Lh6–d2 De1–b1 38. Lg2–d5+ Kg8–h8 39. Ld2–c3+ Sg6–e5 40. Sc6xe5 d6xe5 41. Tf5xe5 Schwarz gab auf. Diese Partie wurde von einer Expertenjury im Schachinformator 6 mit der hohen Wertung von 75 aus 80 möglichen Punkten zur besten des 2. Halbjahres gewählt.

## Schachkomposition

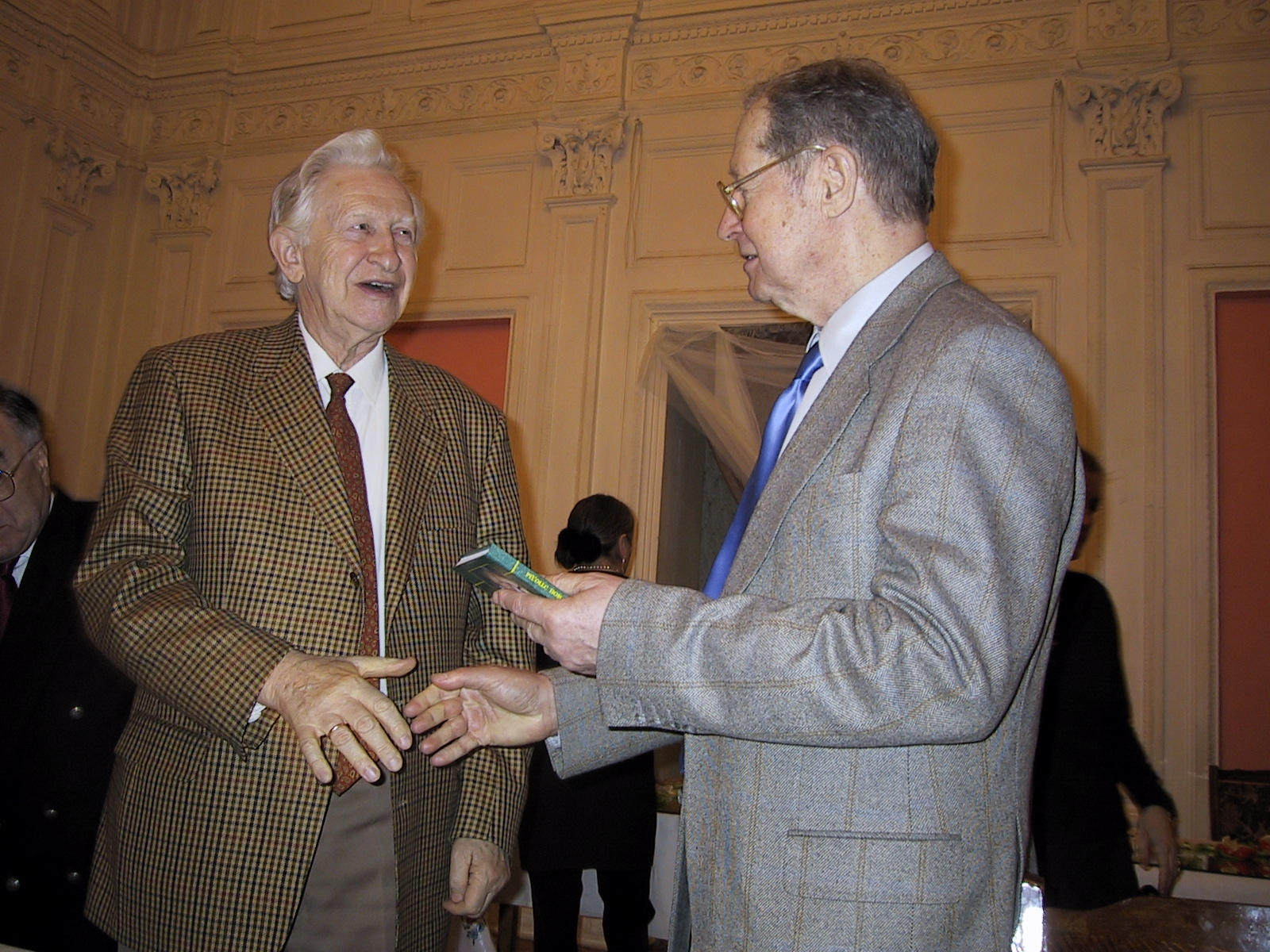
Wassili Smyslow gratuliert Juri Awerbach zum 80. Geburtstag und überreicht ihm Moi Etjudi, ein Buch seiner Schachstudien

Seit 1936 hatte Smyslow vereinzelt Studien publiziert. Auch ein Dreizüger von ihm aus den dreißiger Jahren ist überliefert. Zu seinen bekanntesten Entdeckungen zählt das Motiv des von den eigenen Figuren blockierten schwarzen Turmes in einer Remisstudie von 1938:
| Wassili Smyslow Schachmaty w SSSR, 1938 4. Preis \| \| a \| b \| c \| d \| e \| f \| g \| h \| \| \| 8 \| \| \| \| \| \| \| \| \| 8 \| \| 7 \| \| \| \| \| \| \| \| \| 7 \| \| 6 \| \| \| \| \| \| \| \| \| 6 \| \| 5 \| \| \| \| \| \| \| \| \| 5 \| \| 4 \| \| \| \| \| \| \| \| \| 4 \| \| 3 \| \| \| \| \| \| \| \| \| 3 \| \| 2 \| \| \| \| \| \| \| \| \| 2 \| \| 1 \| \| \| \| \| \| \| \| \| 1 \| \| \| a \| b \| c \| d \| e \| f \| g \| h \| \| Remis | Lösung: 1. Lb2–f6+ e7xf6 2. f3–f4 Ta8–h8+ 3. Kh6–g7 Th8xh5 4. a2–a4 Th5–g5+ 5. Kg7–h8 Kh4–h5 6. Kh8–h7 Tg5–g6 7. Kh7–h8 Tg6–h6+ 8. Kh8–g7 Th6–g6+ 9. Kg7–h8 Kh5–h6 patt |   |   |   |   |   |   |   |   |
| | a | b | c | d | e | f | g | h |   |
| 8 | |   |   |   |   |   |   |   | 8 |
| 7 | |   |   |   |   |   |   |   | 7 |
| 6 | |   |   |   |   |   |   |   | 6 |
| 5 | |   |   |   |   |   |   |   | 5 |
| 4 | |   |   |   |   |   |   |   | 4 |
| 3 | |   |   |   |   |   |   |   | 3 |
| 2 | |   |   |   |   |   |   |   | 2 |
| 1 | |   |   |   |   |   |   |   | 1 |
| | a | b | c | d | e | f | g | h |   |

1957 wurde Smyslow von der FIDE zum Internationalen Schiedsrichter für Schachkomposition benannt.
In den letzten zehn Lebensjahren hatte er verstärkt Endspielstudien publiziert, wobei er wegen seiner geringen Sehkraft faktisch blind komponierte. 48 seiner Studien gab er mit 80 Jahren in einem Büchlein heraus. Darin bemerkt er:
Abgesehen vom ästhetischen Genuss hilft die Studienkomposition zweifellos bei der Entwicklung und Vervollkommnung im Endspiel
| Wassili Smyslow Quelle unbekannt, zwischen 1935 und 1938 \| \| a \| b \| c \| d \| e \| f \| g \| h \| \| \| 8 \| \| \| \| \| \| \| \| \| 8 \| \| 7 \| \| \| \| \| \| \| \| \| 7 \| \| 6 \| \| \| \| \| \| \| \| \| 6 \| \| 5 \| \| \| \| \| \| \| \| \| 5 \| \| 4 \| \| \| \| \| \| \| \| \| 4 \| \| 3 \| \| \| \| \| \| \| \| \| 3 \| \| 2 \| \| \| \| \| \| \| \| \| 2 \| \| 1 \| \| \| \| \| \| \| \| \| 1 \| \| \| a \| b \| c \| d \| e \| f \| g \| h \| \| Matt in 3 Zügen | Lösung: 1. Da8–h1 (droht 2. Dh8+ Kg6 3. Dg7 matt) 1. … Kf6–e5 2. Kf8–e7 Sf1–g3/f7–f5/Sf1–d2 3. Dh1–a1/Dh1–h8/Dh1–h2 oder Dh1–a1 matt 1. … Sf1–h2 2. Dh1–a1+ e6–e5/Kf6–g6 3. Da1–a6/Da1–g7 matt |   |   |   |   |   |   |   |   |
| | a | b | c | d | e | f | g | h |   |
| 8 | |   |   |   |   |   |   |   | 8 |
| 7 | |   |   |   |   |   |   |   | 7 |
| 6 | |   |   |   |   |   |   |   | 6 |
| 5 | |   |   |   |   |   |   |   | 5 |
| 4 | |   |   |   |   |   |   |   | 4 |
| 3 | |   |   |   |   |   |   |   | 3 |
| 2 | |   |   |   |   |   |   |   | 2 |
| 1 | |   |   |   |   |   |   |   | 1 |
| | a | b | c | d | e | f | g | h |   |

## Sänger
Smyslow war ausgebildeter Opernsänger. Seit 1948 nahm er mehrere Jahre Unterricht bei Konstantin Wassiljewitsch Slobin und an einem Gesangswettbewerb im Moskauer Bolschoi-Theater teil. Als lyrischer Bariton hat er in Russland Schallplatten und CDs mit Opernarien und klassischen Romanzen aufnehmen lassen. Bis zu seinem 80. Lebensjahr gab er Konzerte; zu Karpows 50. Geburtstag beispielsweise sang er im Mai 2001 im Bolschoi-Theater in Moskau. Als ein musikalisches Vorbild benannte er Enrico Caruso.

## Sonstiges
Für seine Verdienste um das Schach erhielt er 1967 den Leninorden der Sowjetunion.
Seine letzte Elo-Zahl war 2494, Smyslow hatte aber da schon seit einigen Jahren nicht mehr aktiv an Turnieren teilgenommen. Stattdessen schrieb er nach wie vor Bücher, vornehmlich über Endspiele. Seine beste historische Elo-Zahl vor Einführung der Elo-Zahlen, die er im September 1956 erreichte, betrug 2800.

## Privat
Smyslow soll sehr religiös gewesen sein. Der Großmeister Jewgeni Wassjukow berichtet: „Er glaubte immer an Gott, was zu Sowjetzeiten überhaupt nicht üblich war. Diese Haltung hat er niemals geändert.“
Smyslow hinterließ seine Witwe Nadeschda Andrejewna Smyslowa, die im selben Jahr verstarb. Sein Stiefsohn Wladimir Selimanow (* 1939; † 1960), der ebenfalls Schachspieler war und der an der U20-Weltmeisterschaft 1957 in Toronto teilnahm und den vierten Platz belegte, nahm sich nach seiner Rückkehr und zwischen den beiden WM-Kämpfen das Leben.

## Referenz in Kunst und Kultur
Arthur C. Clarke und Stanley Kubrick nannten in dem Film 2001: Odyssee im Weltraum die Figur eines russischen Astronomen „Andrei Smyslov“.

## Werke
- Izbrannie partii („Ausgewählte Partien“), 1952
  - Ausgewählte Schachpartien, aus dem Russischen von Edmund Budrich, bearbeitet von Kurt Richter, Sportverlag, Berlin 1954.
  - My Best Games of Chess 1936–57, ins Englische übersetzt und überarbeitet von Peter Hugh Clarke, mit einer Biographie Smyslows von P. A. Romanovsky, Routledge & Kegan Paul
- Theorie der Turmendspiele, zusammen mit G. Löwenfisch, Walter de Gruyter, Berlin 1959
- „Auf der Suche nach Harmonie“, 1979
  - 125 Selected Games, ins Englische übersetzt von Ken Neal, Pergamon Press, 1983
  - Meine 130 schönsten Partien von 1938–1984, ergänzte deutsche Ausgabe, Schachverlag Rudi Schmaus, Heidelberg 1988.
- Die Kunst des Endspiels, herausgegeben und aus dem Russischen von Dagobert Kohlmeyer, Bock und Kübler, Berlin/Fürstenwalde 1996, ISBN 3-86155-076-8.
- Smyslow, Wassili Wassiljewitsch: Moi etjudy, Isdatelstwo 64, Moskau, 2000, ISBN 5-94046-001-1. (russisch)
- Geheimnisse des Turmendspiels, aus dem Russischen von Dagobert Kohlmeyer, ergänzt von Karsten Müller, Olms, Hombrechtikon/Zürich 2006, ISBN 3-283-00520-6. (Praxisschach 74)